# A róka és a holló (rajzfilm, 1964)
A róka és a holló 1964-ben bemutatott magyar rajzfilm, amely Aiszóposz meséje alapján készült. Az animációs játékfilm rendezője Szabó Szabolcs. A forgatókönyvet Somogyi Pál és Várnai György írta, a zenéjét Kincses József szerezte. A mozifilm a Pannónia Filmstúdió gyártásában készült.

## Alkotók
- Rendezte: Szabó Szabolcs
- Írta: Somogyi Pál, Várnai György
- Zenéjét szerezte: Kincses József
- Operatőr: Harsági István
- Hangmérnök: Morassi László
- Vágó: Czipauer János
- Gyártásvezető: Bártfai Miklós, László Andor

Készítette a Pannónia Filmstúdió.